# ستاره لوکووو
ستاره لوکووو (به لهستانی:  Stare Lewkowo) یک روستا در لهستان است که در گمینا ناروکا واقع شده‌است. ستاره لوکووو ۴۵۰ نفر جمعیت دارد.